# Inès Delacroix
Inès Delacroix (7 de febrero de 2003) es un deportista francesa que compite en natación, en la modalidad de aguas abiertas. Ganó una medalla de bronce en el Campeonato Europeo de Natación en Aguas Abiertas de 2025, en la prueba de equipo mixto.

## Palmarés internacional
| Campeonato Europeo | Campeonato Europeo   | Campeonato Europeo | Campeonato Europeo |
| Año                | Lugar                | Medalla            | Prueba             |
| ------------------ | -------------------- | ------------------ | ------------------ |
| 2025               | Stari Grad (Croacia) | Medalla de bronce  | Equipo mixto       |